# Тонкоклювые попугаи
Тонкоклювые попугаи (лат. Brotogeris) — род птиц семейства попугаевых.

## Внешний вид
Длина тела у этих попугаев от 20 до 25 см. Крылья заострённые и длинные (самое длинное второе маховое перо), средние рулевые перья чуть длиннее крайних. Хвост клиновидный, средней длины, он короче крыльев. Подклювье и надклювье узкие, кончик тонкий и длинный, сильно загнутый.

## Распространение
Обитают в тропических районах Южной Америки.

## Образ жизни
Этих попугаев очень часто можно увидеть на земле, где они кормятся, добывая клювом зёрна различных злаков. Кормом им также служат клубни, корневища и луковицы растений. Их крепкие ноги и почти прямой клюв помогают хорошо и ловко откапывать корм из земли. Они могут вредить плодовым садам, добывая семена яблок.

## Содержание
Это неприхотливые попугаи, быстро привыкают к человеку и становятся ручными.

## Классификация
Род включает 8 видов.
- Желтокрылый тонкоклювый попугай Brotogeris chiriri (Vieillot, 1818)
- Краснокрылый тонкоклювый попугай Brotogeris chrysoptera (Linnaeus, 1766)
- Синекрылый тонкоклювый попугай Brotogeris cyanoptera (Pelzeln, 1870)
- Brotogeris jugularis (Muller, 1776) — Оранжевогорлый тонкоклювый попугай
- Серощёкий тонкоклювый попугай Brotogeris pyrrhoptera (Latham, 1802)
- Brotogeris sanctithomae (Muller, 1776) — Золотоголовый тонкоклювый попугай
- Тирика Brotogeris tirica (Gmelin, 1788)
- Brotogeris versicolurus (Muller, 1776) — Канареечнокрылый тонкоклювый попугай